# Buprestis lineata
Buprestis lineata es una especie de escarabajo del género Buprestis, familia Buprestidae. Fue descrita por Fabricius en 1781.
Mide 11-15 mm. La larva se alimenta de pinos (Pinus). Se encuentra en Canadá, Estados Unidos y las Indias Occidentales.